# Kalevi Laurila
Kalevi Laurila (né le 5 décembre 1937 à Sääksmäki et décédé le 13 avril 1991) est un ancien fondeur finlandais.

## Palmarès

### Jeux Olympiques
| Épreuve / Édition | Innsbruck 1964 | Grenoble 1968 |
| 15 km             | 9e             | 4e            |
| 30 km             | 6e             | 6e            |
| 50 km             |                | 11e           |
| 4 × 10 km         | Argent         | Bronze        |

### Championnats du monde
| Épreuve / Édition | Zakopane 1962 | Oslo 1966 |
| 15 km             |               | 5e        |
| 30 km             |               | Argent    |
| 4 × 10 km         | Argent        | Argent    |